# 한국여자프로농구 2000 여름리그
한국여자프로농구 2000 여름리그(스폰서의 이름을 딴 한빛은행배 겨울리그라고도 알려진)는 한국여자프로농구의 다섯 번째 시즌이다. 2000년 6월 5일부터 7월 27일까지 경주, 광주, 춘천, 마산에서 진행되었다.

## 변경된 점
- 제6구단으로 출범한 금호생명의 창단이 승인되었다. 이로써 2000 여름리그에는 신생팀 금호생명을 포함해 6개 팀이 참가한다.[1]
- 원년부터 미뤄진 각 팀당 2명씩 보유하기로 한 외국인 선수 제도가 도입되었고, 중국에서 선수를 수입했다.[2]

- 라운드 수 변경에 따른 경기 수가 변경되었다.
- 포스트 시즌 방식이 변경되었다. 6개 팀이 4차례 리그를 치른 다음 정규리그 4위까지 플레이오프에 진출해 1위와 4위, 2위와 3위가 각각 3전 2선승제로 플레이오프를 치른 후 승자 간에 3전 2선승제로 챔피언 결정전이 진행된다.

## 정규리그
정규리그는 2000년 6월 5일 개막하였으며, 2000년 7월 18일까지 진행되었다. 부천 신세계 쿨캣이 정규리그 우승을 차지했다.
| 순위 | 팀                     | 경기 | 승 | 패 | 승차 | 참가 자격 및 강등 |
| ---- | ---------------------- | ---- | -- | -- | ---- | ----------------- |
| 1    | 신세계 쿨캣            | 20   | 15 | 5  | —    | 플레이오프 진출   |
| 2    | 청주 현대 하이페리온   | 20   | 13 | 7  | 2    | 플레이오프 진출   |
| 3    | 수원 삼성생명 비추미   | 20   | 12 | 8  | 3    | 플레이오프 진출   |
| 4    | 성남 국민은행 세이버스 | 20   | 10 | 10 | 5    | 플레이오프 진출   |
| 5    | 춘천 한빛은행 한새     | 20   | 9  | 11 | 6    |                   |
| 6    | 인천 금호생명 팰컨스   | 20   | 1  | 19 | 14   |                   |

## 포스트시즌
플레이오프는 2000년 3월 10일에 개막하여 3월 13일까지 진행되었고, 챔피언 결정전은 2000년 3월 16일에 개막하여 3월 20일까지 진행되었다.

### 대진표
|  | 플레이오프 3판 2선승제 | 플레이오프 3판 2선승제 | 플레이오프 3판 2선승제 |                      |   | 챔피언 결정전 3판 2선승제 | 챔피언 결정전 3판 2선승제 | 챔피언 결정전 3판 2선승제 |  |
|  |                        |                        |                        |                      |   |                           |                           |                           |  |
|  | 1                      | 광주 신세계 쿨캣       | 2                      |                      |   |                           |                           |                           |  |
|  | 1                      | 광주 신세계 쿨캣       | 2                      |                      |   |                           |                           |                           |  |
|  | 4                      | 성남 국민은행 세이버스 | 0                      |                      |   |                           |                           |                           |  |
|  | 4                      | 성남 국민은행 세이버스 | 0                      |                      | 1 | 광주 신세계 쿨캣          | 2                         |                           |  |
|  |                        |                        |                        |                      | 1 | 광주 신세계 쿨캣          | 2                         |                           |  |
|  |                        |                        | 2                      | 청주 현대 하이페리온 | 0 |                           |                           |                           |  |
|  | 2                      | 청주 현대 하이페리온   | 2                      | 청주 현대 하이페리온 | 0 | 2                         |                           |                           |  |
|  | 2                      | 청주 현대 하이페리온   |                        |                      |   |                           |                           |                           |  |
|  | 3                      | 수원 삼성생명 비추미   | 0                      |                      |   |                           |                           |                           |  |

### 플레이오프

#### (1) 부천 신세계 쿨캣 vs. (4) 천안 KB 세이버스
| 2000년 7월 20일 14:00 |

| 기록 |

| 부천 신세계 쿨캣 94, 성남 국민은행 세이버스 66      |  |  |  |                                                 |
| 쿼터 별 점수: 25:16, 22:19, 24:12, 23:19            |  |  |  |                                                 |
| 득점: 정선민 25 리바운드: 정선민 13 도움: 정선민 10 |  |  |  | 득점: 위잉 12 리바운드: 신정자 7 도움: 최위정 3 |
| 1-0 신세계 우위                                     |  |  |  |                                                 |

| 2000년 7월 21일 14:00 |

| 기록 |

| 성남 국민은행 세이버스 82, 부천 신세계 쿨캣 110    |  |  |  |                                                          |
| 쿼터 별 점수: 16:31, 20:24, 15:29, 31:26           |  |  |  |                                                          |
| 득점: 김경희 27 리바운드: 양희연 11 도움: 김지윤 6 |  |  |  | 득점: 정선민 22 리바운드: 정선민 10 도움: 정선민, 장줴 7 |
| 2-0 신세계 시리즈 승리                             |  |  |  |                                                          |

#### (2) 청주 현대 하이페리온 vs. (3) 용인 삼성생명 비추미
| 2000년 7월 20일 14:00 |

| 기록 |

| 수원 삼성생명 비추미 73, 청주 현대 하이페리온 80   |  |  |  |                                                      |
| 쿼터 별 점수: 24:27, 14:20, 18:11, 17:22           |  |  |  |                                                      |
| 득점: 박정은 23 리바운드: 이미선 13 도움: 정은순 5 |  |  |  | 득점: 전주원 19 리바운드: 쉬춘메이 10 도움: 전주원 7 |
| 1-0 현대 우위                                      |  |  |  |                                                      |

| 2000년 7월 21일 14:00 |

| 기록 |

| 청주 현대 하이페리온 76, 수원 삼성생명 비추미 73    |  |  |  |                                                    |
| 쿼터 별 점수: 12:22, 25:16, 19:18, 20:17            |  |  |  |                                                    |
| 득점: 쉬춘메이 26 리바운드: 강지우 7 도움: 전주원 9 |  |  |  | 득점: 정은순 16 리바운드: 정은순 10 도움: 이미선 5 |
| 2-0 현대 시리즈 승리                                |  |  |  |                                                    |

### 챔피언 결정전

#### (1) 부천 신세계 쿨캣 vs. (2) 청주 현대 하이페리온
| 2000년 7월 25일 14:00 |

| 기록 |

| 부천 신세계 쿨캣 72, 청주 현대 하이페리온 71               |  |  |  |                                                        |
| 쿼터 별 점수: 16:15, 22:11, 15:14, 7:20                    |  |  |  |                                                        |
| 득점: 이언주 24 리바운드: 정선민 13 도움: 장선민, 정선민 4 |  |  |  | 득점: 쉬춘메이 20 리바운드: 쉬춘메이 11 도움: 전주원 5 |
| 1-0 신세계 우위                                            |  |  |  |                                                        |

| 2000년 7월 27일 17:00 |

| 기록 |

| 청주 현대 하이페리온 70, 부천 신세계 쿨캣 81                  |  |  |  |                                                            |
| 쿼터 별 점수: 27:27, 17:15, 8:16, 18:23                       |  |  |  |                                                            |
| 득점: 쉬춘메이 24 리바운드: 쉬춘메이, 옥은희 8 도움: 옥은희 2 |  |  |  | 득점: 정선민 26 리바운드: 장선형, 정선민 11 도움: 양선애 4 |
| 2-0 신세계 시리즈 승리                                        |  |  |  |                                                            |

## 수상

### 정규리그 시상

#### 통계에 의한 부문
| 부문       | 선수   | 팀                     | 기록    |
| ---------- | ------ | ---------------------- | ------- |
| 득점상     | 천난   | 성남 국민은행 세이버스 | 27.73점 |
| 3점 야투상 | 박정은 | 수원 삼성생명 비추미   | 44.98%  |
| 자유투상   | 이언주 | 광주 신세계 쿨캣       | 91.29%  |
| 리바운드상 | 천난   | 인천 금호생명 팰컨스   | 12.73개 |
| 어시스트상 | 김지윤 | 성남 국민은행 세이버스 | 7.90개  |
| 스틸상     | 이미선 | 수원 삼성생명 페라이온 | 3.30개  |
| 블록상     | 이종애 | 춘천 한빛은행 한새     | 2.70개  |

#### 투표에 의한 부문
| 상             | 수상자                          |
| -------------- | ------------------------------- |
| 정규리그 MVP   | 정선민 (수원 삼성생명 페라이온) |
| 외국인선수상   | 마청칭 (성남 국민은행 세이버스) |
| 우수수비선수상 | 이미선 (수원 삼성생명 페라이온) |
| 우수후보선수상 | 변연하 (수원 삼성생명 페라이온) |
| 모범선수상     | 김지윤 (성남 국민은행 세이버스) |
| 지도상         | 이문규 (광주 신세계 쿨캣)       |

- WKBL 베스트 5:
  - G 김지윤, 성남 국민은행 세이버스
  - G 전주원, 청주 현대 하이페리온
  - F 이언주, 광주 신세계 쿨캣
  - F 박정은, 수원 삼성생명 비추미
  - C 정선민, 광주 신세계 쿨캣